# Harold Eder
Harold Henry Eder Caicedo (1903 - Corinto, Cauca, 1965) fue un empresario y político colombiano.
Dirigió la empresa azucarera Manuelita. Fue ministro de Fomento del Gobierno Militar de 1957 a 1958.
Eder fue secuestrado y asesinado por las Fuerzas Armadas Revolucionarias de Colombia (FARC), en 1965, siendo el primer caso de secuestro de ese grupo guerrillero, y el primero donde el secuestrado fue asesinado por sus captores, en la historia de Colombia.

## Biografía
Harold nació en 1903, en el hogar del industrial caleño Henry James Eder Benjamin y Benilda Caicedo Lozano. Como nieto del empresario James Martin Eder, creció en un hogar acomodado de Cali.

### Secuestro de Elisa Eder
En 1933 enfrentó el secuestro de su hija, en ese entonces menor de edad, Elisa Eder, su hija menor. La niña estaba en compañía de su niñera y dos perros, cuando un hombre que bajó de un automóvil azul la tomó de la mano y mintiendo sobre estar cumpliendo órdenes del padre de la niña se la llevó. Luego de varios días, y del pago de 300 millones de pesos de la época, la niña fue liberada. Se trató del primer caso de secuestro de Colombia, según El Tiempo.

### Ministro de Fomento (1957-1958)
Eder fue nombrado por la Junta Militar de gobierno como ministro de Fomento el 11 de diciembre de 1957. Estuvo en el cargo hasta el 7 de agosto de 1958,  con el gobierno de Alberto Lleras Camargo, quien fue elegido presidente y con él regresaron los gobiernos civiles a Colombia.

### Últimos años
Cuando dejó el cargo, Eder se dedicó a gerenciar su emporio empresarial. En los años sesenta su familia empezó a recibir amenazas de secuestro, por lo que Harold, su esposa e hijos se trasladaron de su hacienda Santa Elena a otro lugar donde pudieran pasar el peligro, en 1964. Harold estuvo fuera de la región por un año, pero en 1965 decidió regresar a su hacienda, creyendo que el peligro había cesado.

### Secuestro y asesinato
El sábado 20 de marzo de 1965 el industrial fue secuestrado por las  Fuerzas Armadas Revolucionarias de Colombia (FARC) al mando de Manuel Marulanda Vélez Tirofijo, cuando estaba recorriendo su hacienda Santa Elena, ubicada en Corinto (Cauca).[cita requerida] Estaba acompañado por un guardaespaldas del Departamento Administrativo de Seguridad (DAS), quien fue asesinado y se le hizo el "corte de franela" y de su mayordomo de 50 años, quien resultó herido.
Luego de 24 días de búsqueda, el 13 de abril de 1965, las autoridades encontraron su cadáver a 9 horas de su hacienda.

## Familia
Harold era miembro de una familia tradicional del Valle del Cauca. Su abuelo era el empresario colombo-letón James Martin Eder, llamado Don Santiago, fundador del ingenio de azúcar Manuelita.
Uno de sus hijos fue el político Henry James Eder, empresario y exalcalde de Cali. Henry se hizo cargo de Manuelita a la muerte de Harold.
Sus nietos son Santiago Eder; el actual director de Manuelita Harold Enrique Eder, esposo de la modelo Adriana Arboleda; y Alejandro Eder, esposo de la modelo y actriz, segundo lugar en Miss Universe 2008, Taliana Vargas.